# Battus zetides
Battus zetides је инсект из реда лептира (лат. Lepidoptera) и породице једрилаца (лат. Papilionidae).

## Распрострањење
Ареал врсте је ограничен на мањи број држава. Присутна је у следећим државама: Хаити и Доминиканска Република.

## Угроженост
Ова врста се сматра рањивом у погледу угрожености врсте од изумирања.